# Lethrus kozhantschikovi
Lethrus kozhantschikovi är en skalbaggsart som beskrevs av Semenov 1891. Lethrus kozhantschikovi ingår i släktet Lethrus och familjen tordyvlar. Inga underarter finns listade i Catalogue of Life.